# Liste der uruguayischen Botschafter in den Vereinigten Staaten

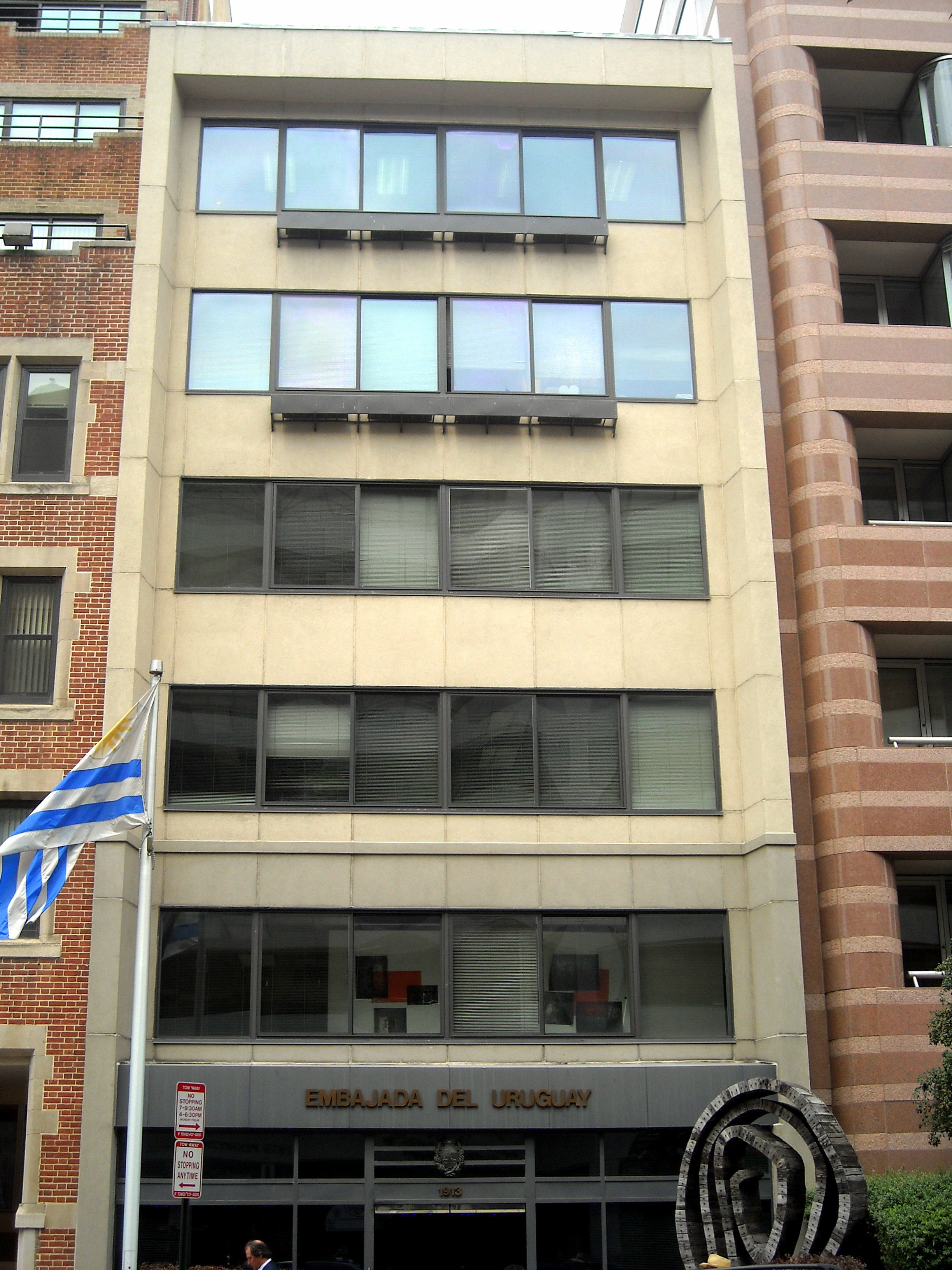
Die Botschaft befindet sich in Washington, D.C.

| Agrément / Ernennung | Akkreditierung (Diplomatie) | Botschafter                | Bemerkungen | Regierung von Uruguay        | Regierung der USA     | Posten verlassen |
| -------------------- | --------------------------- | -------------------------- | --- | ---------------------------- | --------------------- | ---------------- |
| 13. Juni 1900        |                             | Juan Lindolfo Cuestas      | Minister Resident, eröffnete die Auslandsmission, ab 28. Januar 1901 außerordentlicher Gesandter und Ministre plénipotentiaire | Juan Lindolfo Cuestas        | William McKinley      |                  |
| Nov. 1902            |                             | Luis Alberto de Herrera    | Geschäftsträger | Juan Lindolfo Cuestas        | Theodore Roosevelt    |                  |
| Feb. 1904            | 12. Feb. 1904               | Eduardo Acevedo Díaz       | | José Batlle y Ordóñez        | Theodore Roosevelt    |                  |
| Dez. 1906            | 5. Jan. 1907                | Luis Melián Lafinur        | | José Batlle y Ordóñez        | Theodore Roosevelt    |                  |
| 31. Mai 1911         |                             | Carlos María de Pena       | | José Batlle y Ordóñez        | William Howard Taft   | 30. Apr. 1918    |
| 30. Apr. 1918        |                             | Hugo V. de Pena            | Geschäftsträger | Feliciano Viera              | Woodrow Wilson        |                  |
| 21. Nov. 1918        |                             | Pedro Cosio                | | Feliciano Viera              | Woodrow Wilson        |                  |
| 4. Okt. 1919         | 12. Mai 1920                | Jacobo Adrián Varela       | | Baltasar Brum                | Woodrow Wilson        |                  |
| 29. März 1934        | 25. Apr. 1934               | José Richling              | Am 3. September 1941 wurde die Auslandsvertretung zur Botschaft aufgewertet                                                    | Gabriel Terra                | Franklin D. Roosevelt |                  |
| 25. Aug. 1941        | 3. Sep. 1941                | Juan Carlos Blanco Acevedo | Außerordentlicher Gesandter und Ministre plénipotentiaire 1. Juni – November 1948 Doyen des diplomatischen Corps               | Alfredo Baldomir             | Franklin D. Roosevelt |                  |
| 3. Mai 1948          |                             | José Mora Otero            | Geschäftsträger | Luis Batlle Berres           | Harry S. Truman       |                  |
| 30. Nov. 1948        | 15. Dez. 1948               | Alberto Domínguez Cámpora  | Botschafter | Luis Batlle Berres           | Harry S. Truman       |                  |
| 15. Dez. 1948        | 26. Dez. 1950               | José Mora Otero            | ab 15. Dezember 1948 Geschäftsträger, ab 26. Dezember 1950 Botschafter                                                         | Luis Batlle Berres           | Harry S. Truman       |                  |
| 24. Sep. 1956        | 28. Sep. 1956               | Julio Lacarte Muró         | | Alberto Fermín Zubiría       | Dwight D. Eisenhower  |                  |
| 29. Jan. 1960        | 16. Feb. 1960               | Carlos Alberto Clulow      | | Benito Nardone               | Dwight D. Eisenhower  |                  |
| 23. Sep. 1963        | 12. Nov. 1963               | Juan Felipe Yriart         | | Daniel Fernández Crespo      | Lyndon B. Johnson     |                  |
| 31. Jan. 1969        | 31. Jan. 1969               | Hector Luisi               | trat 1973 aus Protest gegen den Staatsstreich von Juan María Bordaberry zurück.                                                | Jorge Pacheco Areco          | Richard Nixon         |                  |
| 26. Nov. 1974        | 29. Nov. 1974               | José Pérez Caldas          | Brigadegeneral Jefe de la Fuerza Aérea                                                                                         | Juan María Bordaberry        | Gerald Ford           |                  |
| 15. Mai 1980         | 6. Juni 1980                | Jorge Pacheco Areco        | | Aparicio Méndez              | Jimmy Carter          |                  |
| 30. Juli 1982        | 8. Sep. 1982                | Alejandro Végh Villegas    | | Gregorio Álvarez             | Ronald Reagan         |                  |
| 9. Dez. 1983         |                             | Ítalo L. Sordo Alonso      | Geschäftsträger | Gregorio Álvarez             | Ronald Reagan         |                  |
| 2. März 1984         | 13. März 1984               | Walter Ravenna             | | Gregorio Álvarez             | Ronald Reagan         |                  |
| 5. Sep. 1985         | 17. Sep. 1985               | Hector Luisi               | | Julio María Sanguinetti      | Ronald Reagan         |                  |
| 27. Sep. 1990        | 24. Okt. 1990               | Eduardo MacGillycuddy      | (* 23. Februar 1946 in Rivera (Uruguay); † 1. April 2012 in Miami).                                                            | Luis Alberto Lacalle Herrera | George H. W. Bush     |                  |
| 5. Juli 1995         | 15. Sep. 1995               | Alvaro Díez de Medina      | representante del Espirito Santo Bank, Florida.                                                                                | Julio María Sanguinetti      | Bill Clinton          |                  |
| 9. Mai 2000          | 14. Juni 2000               | Hugo Fernández Faingold    | | Jorge Batlle Ibáñez          | Bill Clinton          |                  |
| 30. Juni 2005        | 11. Juli 2005               | Carlos Gianelli            | | Tabaré Vázquez               | George W. Bush        | 13. Juli 2012    |
| 11. Sep. 2012        | 19. Sep. 2012               | Juan Carlos Pita           | | José Mujica                  | Barack Obama          |                  |